# Ghiacciaio Borchgrevink (Terra della Regina Maud)
Il ghiacciaio Borchgrevink è un ghiacciaio situato sulla costa della Principessa Ragnhild, nella Terra della Regina Maud, in Antartide. Il ghiacciaio si trova in particolare nell'estremità occidentale dei monti Sør Rondane, dove fluisce verso nord scorrendo sul versante occidentale del nunatak Taggen.

## Storia
Il ghiacciaio Borchgrevink è stato mappato nel 1957 da cartografi norvegesi grazie a fotografie aeree scattate nel corso dell'operazione Highjump, 1946-1947, ed è stato da essi battezzato in onore di Carsten E. Borchgrevink, comandante norvegese della spedizione britannica in Antartide svoltasi nel 1898-1900, conosciuta anche come spedizione Southern Cross.